# KBO 타율상
KBO 타율상은 연말 KBO 리그 시상식에서 해당 연도 정규 리그의 타율 1위에게 수여하는 상이다. 기존 명칭은 한국프로야구 수위타자상이었으나 KBO의 브랜드 아이덴디티 통합 작업에 따라 2015년 시즌부터 "KBO 홈런상"이라는 새로운 명칭을 사용하게 되었다.
규정타석을 채운 타자 중 가장 높은 타율을 기록한 선수에게 주어지며 타격 부문에서 홈런왕, 타점왕과 함께 주요 타격 부문 중 하나로 뽑힌다. 또 3개의 타이틀을 모두 획득하는 것을 트리플 크라운이라고 칭한다. 최다 타점, 최다 홈런은 타석수이 많으면 유리하지만 수위타자는 타율이 증감하기 때문에 타석수가 많은 선수가 유리하다고 볼 수 없다.

## 연도별 수상자
| 연도   | 이름     | 소속            | 타율 | 비고                                                                     |
| ------ | -------- | --------------- | ---- | ------------------------------------------------------------------------ |
| 1982년 | 백인천   | MBC 청룡        | .412 | 역대 유일의 4할 타율이자 역대 1위의 타율                                 |
| 1983년 | 장효조   | 삼성 라이온즈   | .369 | 당시 안타 1위                                                            |
| 1984년 | 이만수   | 삼성 라이온즈   | .340 | 최초의 타자 트리플 크라운 달성                                           |
| 1985년 | 장효조   | 삼성 라이온즈   | .373 |                                                                          |
| 1986년 | 장효조   | 삼성 라이온즈   | .329 |                                                                          |
| 1987년 | 장효조   | 삼성 라이온즈   | .387 | 최초 3년 연속 타율 1위, 역대 3위                                         |
| 1988년 | 김상훈   | MBC 청룡        | .354 |                                                                          |
| 1989년 | 고원부   | 빙그레 이글스   | .327 | 역대 최저 타율 타격왕                                                    |
| 1990년 | 한대화   | 해태 타이거즈   | .335 | 세부 기록은 .334928으로 2위 이강돈의 .334862와의 차이는 0.000066         |
| 1991년 | 이정훈   | 빙그레 이글스   | .348 |                                                                          |
| 1992년 | 이정훈   | 빙그레 이글스   | .360 |                                                                          |
| 1993년 | 양준혁   | 삼성 라이온즈   | .341 | 최초의 신인 선수 타격왕                                                  |
| 1994년 | 이종범   | 해태 타이거즈   | .393 | 역대 타격왕 2위                                                          |
| 1995년 | 김광림   | 쌍방울 레이더스 | .337 |                                                                          |
| 1996년 | 양준혁   | 삼성 라이온즈   | .346 |                                                                          |
| 1997년 | 김기태   | 쌍방울 레이더스 | .344 |                                                                          |
| 1998년 | 양준혁   | 삼성 라이온즈   | .342 |                                                                          |
| 1999년 | 마해영   | 롯데 자이언츠   | .372 |                                                                          |
| 2000년 | 박종호   | 현대 유니콘스   | .340 | 양손 타자 (스위치 히터) 최초의 타격왕                                    |
| 2001년 | 양준혁   | LG 트윈스       | .355 |                                                                          |
| 2002년 | 장성호   | KIA 타이거즈    | .343 |                                                                          |
| 2003년 | 김동주   | 두산 베어스     | .342 |                                                                          |
| 2004년 | 브룸바   | 현대 유니콘스   | .343 | 최초의 외국인 선수 타격왕                                                |
| 2005년 | 이병규   | LG 트윈스       | .337 | 최다안타1위                                                              |
| 2006년 | 이대호   | 롯데 자이언츠   | .336 | 역대 2번째 타자 트리플 크라운, 장타율 1위 달성                           |
| 2007년 | 이현곤   | KIA 타이거즈    | .337 | 안타 1위                                                                 |
| 2008년 | 김현수   | 두산 베어스     | .357 | 역대 최연소(만 20세) 타격왕                                              |
| 2009년 | 박용택   | LG 트윈스       | .372 |                                                                          |
| 2010년 | 이대호   | 롯데 자이언츠   | .364 | 역대 3번째 타자 트리플 크라운, 타격 7관왕 달성                           |
| 2011년 | 이대호   | 롯데 자이언츠   | .357 | 1992년 이정훈 이후 최초 2년 연속 타율 1위                                |
| 2012년 | 김태균   | 한화 이글스     | .363 |                                                                          |
| 2013년 | 이병규   | LG 트윈스       | .348 | 역대 최고령 타격왕                                                       |
| 2014년 | 서건창   | 넥센 히어로즈   | .370 | 역대 최초 한 시즌 200안타 돌파(201안타), 역대 한 시즌 최다 안타(201안타) |
| 2015년 | 테임즈   | NC 다이노스     | .381 | 역대 타격왕 4위, 2000년대 최고 타율                                      |
| 2016년 | 최형우   | 삼성 라이온즈   | .376 |                                                                          |
| 2017년 | 김선빈   | KIA 타이거즈    | .370 | 역대 2번째 유격수 타격왕                                                 |
| 2018년 | 김현수   | LG 트윈스       | .362 |                                                                          |
| 2019년 | 양의지   | NC 다이노스     | .354 | 역대 2번째 포수 타격왕(35년만)                                           |
| 2020년 | 최형우   | KIA 타이거즈    | .354 |                                                                          |
| 2021년 | 이정후   | 키움 히어로즈   | .360 | 역대 최초 부자(父子) 타격왕                                              |
| 2022년 | 이정후   | 키움 히어로즈   | .349 |                                                                          |
| 2023년 | 손아섭   | NC 다이노스     | .339 |                                                                          |
| 2024년 | 에레디아 | SSG 랜더스      | .360 |                                                                          |

## 같이 보기
- 트리플 크라운